# Fraunhofer-Zentrum für Hochtemperatur-Leichtbau
Das Fraunhofer-Zentrum für Hochtemperatur-Leichtbau (Fraunhofer-Zentrum HTL) befasst sich mit energieeffizienten Wärmeprozessen. Es hat seinen Sitz in Bayreuth und verfügt über weitere Standorte in Würzburg und Münchberg. Organisatorisch gehört es zum Fraunhofer-Institut für Silicatforschung in Würzburg und ist Teil der Fraunhofer-Gesellschaft zur Förderung der angewandten Forschung e. V.

## Geschichte
Das Institut wurde 2012 mit dem Ziel gegründet, die Keramikforschung des Fraunhofer ISC zu bündeln. Zunächst in angemieteten Räumen der Neue Materialien Bayreuth GmbH (NMB) ansässig, wurde 2015 ein eigenes Forschungsgebäude in Bayreuth eröffnet. 2014 wurde in einer Kooperation mit der Hochschule Hof das Fraunhofer-Anwendungszentrum für Textile Faserkeramiken TFK gegründet. 2019 wurde das Betriebsgelände des Fraunhofer-Zentrums HTL in Bayreuth um den Neubau einer Faserpilotanlage erweitert.

## Forschungsbereiche
Das HTL hat zwei Geschäftsfelder: Thermoprozesstechnik und Ceramic Matrix Composites (CMC). Im Geschäftsfeld Thermoprozesstechnik werden Hochtemperatur-Materialien, Hochtemperatur-Bauteile und Hochtemperatur-Messverfahren entwickelt und industrielle Wärmebehandlungsverfahren optimiert. Im Geschäftsfeld CMC verfügt das HTL über eine geschlossene Herstellkette von der Faserentwicklung über die textile Faserverarbeitung zum Matrixaufbau bis zur Endbearbeitung und Beschichtung von CMC-Bauteilen. CMC zeichnen sich durch hohe Einsatztemperaturen, Korrosionsbeständigkeit und Schadenstoleranz aus und werden deshalb für die Verbesserung von Hochtemperaturprozessen genutzt.
Zusätzlich stehen am Fraunhofer-Zentrum HTL auch Verfahren wie der 3D-Druck für die Herstellung von Metall- und Keramik-Bauteilen mit komplexen Geometrien zur Verfügung. Zur Prüfung von Hochtemperatur-Materialien und zur Optimierung ihrer Herstellprozesse entwickelt das Fraunhofer-Zentrum HTL ThermoOptische Messöfen (TOM). Materialien und Bauteile können zudem mit unterschiedlichen zerstörungsfreien und mechanischen sowie thermischen Prüfverfahren charakterisiert werden.

## Arbeitsschwerpunkte

### Materialien
- Materialdesign: Berechnung der Anwendungseigenschaften mehrphasiger Werkstoffe
- Keramik: Entwicklung von Oxid-, Nichtoxid- und Silicatkeramiken entlang der gesamten Herstellkette
- Metall-Keramik-Komposite: Entwicklung von Metallkomponenten und -kompositen
- Keramikfasern: Entwicklung von Keramikfasern vom Labormaßstab bis zum Pilotmaßstab
- Keramikbeschichtungen: Entwicklung und Charakterisierung von flüssigen Beschichtungslacken im Kundenauftrag und zur Bemusterung

### Bauteile
- Bauteildesign: Auslegung von Bauteilen aus Keramiken, Metallen oder Verbundwerkstoffen mittels Finite-Elemente (FE)-Modellierung
- CMC-Bauteile: Entwicklung und Herstellung von CMC-Komponenten unter Verwendung von Carbon-, Siliziumcarbid- oder Oxidkeramik-Fasern
- 3D-Druck: Fertigung von Prototypen und Kleinserien aus Keramiken, Metallen oder Metall-Keramik-Kompositen

### Herstellprozesse
- Textiltechnik: Entwicklung von textilen Verarbeitungsverfahren für anorganische Fasern inklusive Bemusterung
- Wärmeprozesse: In-Situ-Charakterisierung des Verhaltens von Feststoffen und Schmelzen beim Wärmeprozess sowie Prozessoptimierung
- Auftragsbrände: Durchführung von Versuchs- und Auftragsbränden in definierten Atmosphären

### Charakterisierung
- Werkstoffprüfung: Zerstörungsfreie, mechanische und thermische Messung der Zusammensetzung, Mikrostruktur und Anwendungseigenschaften von Werkstoffen
- ThermoOptische Messverfahren (TOM): Nachbildung industrieller Wärmebehandlungsprozesse im Temperaturbereich von Raumtemperatur bis über 2000 °C und in allen relevanten Ofenatmosphären
- Industrieofenanalyse: Erfassung der Energiebilanz sowie der Temperatur- und Atmosphärenverteilung im Produktionsofen

## Infrastruktur

### Standort Bayreuth
Am Fraunhofer-Zentrum HTL in Bayreuth stehen 80 Büroarbeitsplätze auf einer Fläche von ca. 600 m² zur Verfügung. Das Technikum umfasst 15 Labore und Hallen auf einer Fläche von ca. 2000 m². Dort sind spezialisierte technische Anlagen im Einsatz. Dazu gehören:
- Circa 40 unterschiedliche Industrieöfen
- Zwölf eigens am HTL entwickelte thermooptische Messanlagen (TOM)
- Stereolithographie-Drucker für Keramikbauteile
- Pulverbettdrucker für Keramiken und Metalle
- Anlagen zur CMC-Verarbeitung
- Anlagen zur zerstörungsfreien Prüfung (Computertomografie mit einer 225-kV- und 450-kV-Strahlungsquelle, Terahertztechnik, Ultraschalldiagnostik, Thermografie)
- Fünfachsiges Bearbeitungszentrum
- Lasersinteranlage

Die 2019 am Standort Bayreuth eröffnete Faserpilotanlage erhöht die Technikumsfläche des Fraunhofer-Zentrums HTL um ca. 1200 m² und dient der Produktion keramischer Verstärkungsfasern sowie der Entwicklung neuer hochtemperaturbeständiger Fasertypen.

### Standort Würzburg
In den Räumlichkeiten des Mutterinstituts Fraunhofer ISC in Würzburg verfügt das HTL über 20 Büroarbeitsplätze, drei Labore und ein Technikum mit einer Fläche von 630 m². Die in Würzburg betriebenen Anlagen und Spinntürme dienen der Entwicklung von Keramikfasern und keramischen Beschichtungen im Labor- und Technikumsmaßstab.

### Standort Münchberg
Auf dem Gelände des Instituts für Materialwissenschaften ifm der Hochschule Hof stehen dem Fraunhofer-Zentrum HTL 14 Büroarbeitsplätze sowie vier Labore und vier Technika mit einer Fläche von über 5.500 m² zur Verfügung. Insgesamt werden zehn Webstühle unterschiedlicher Größe und Bauart, eine variable Flechtmaschine, eine Doppelgreiferwebmaschine mit Einzelfadensteuerung und zahlreiche Anlagen zur Prüfung von Fasern, Rovings und Textilien eingesetzt.

## Kooperationen
- Fraunhofer-Allianz AdvanCer
- Fraunhofer-Allianz Energie
- Fraunhofer-Allianz Leichtbau
- Fraunhofer-Allianz Textil[9]